# المدرج التكراري لصورة

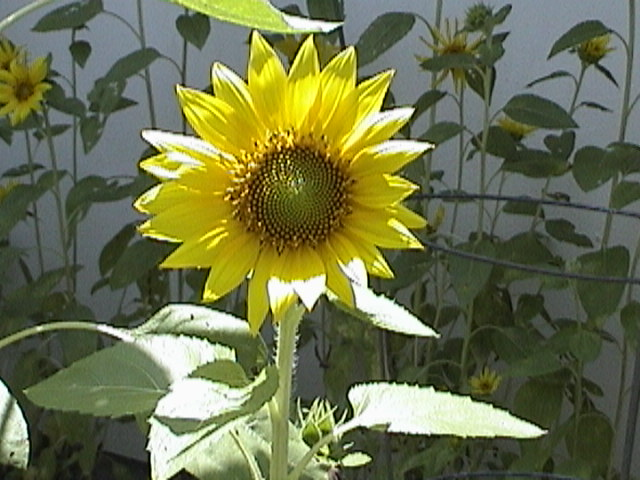
صورة زهرة عباد الشمس

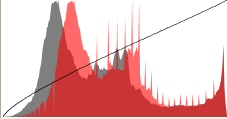
صورة المدرج التكراري لزهرة عباد الشمس

المدرج التكراري لصورة (بالإنجليزية: Image histogram)‏ هو نوع من المدرجات التكرارية الذي يعبر عن توزيع قيمة اللون في الصورة الرقمية. التمثيل البياني يتكون من رسم عدد النقط (بالإنجليزية: pixels) لكل قيمة لونية. بالنظر إلى التمثيل البياني لصورة معينة يستطيع المشاهد بلمحة سريعة أن يحكم على التوزيع الكلي للقيم اللونية.
المدرج التكراري للصورة موجود في الكثير من الكاميرات الرقمية الحديثة. ويستطيع المصورون استخدام هذه الخاصية من أجل إظهار توزيع القيم اللونية الملتقطة، وإذا كان هناك تفصيل معين في الصورة قد فقد نتيجة للسطوع الشديد أو بسبب حجب الظلال.
المحور السيني (الأفقي) للتمثيل البياني يمثل مختلف القيم اللونية، بينما المحور الصادي (الرأسي) يمثل عدد النقط (بالإنجليزية: pixels) في قيمة لونية معينة. والجانب الأيسر من المحور السيني (الأفقي) يمثل المناطق السوداء والداكنة، والجانب الأوسط يمثل مناطق الرمادي المتوسط والجانب الأيمن يمثل المناطق الفاتحة والأبيض النقي. بينما المحور الصادي (الرأسي) يمثل حجم المنطقة الملتقطة في كل من هذه المناطق. لذلك فإن التمثيل البياني لصورة مظلمة للغاية سوف يقع معظم نقطها في الجانب الأيسر والأوسط للرسم البياني. على العكس من ذلك التمثيل البياني لصورة فاتحة للغاية مع مناطق مظلمة قليلة و/أو ظلال سوف يقع معظم نقطها في الجزء الأيمن والأوسط من الرسم البياني.

## التلاعب بالصور والتمثيلات البيانية
لدى محرري الصور إمكانية إنشاء مدرج تكراري للصورة التي يريدون تعديلها. التمثيل البياني يرسم عدد النقط في الصورة (المحور الرأسي) لدرجة سطوع معينة (المحور الأفقي). الخوارزمات في المحرر الرقمي تسمح للمستخدم بصريا أن يعدل درجات السطوع لكل نقطة وأن يعرض نتائج التعديل في نفس الوقت الذي أجريت فيه التعديلات. لذلك يمكن إجراء تحسينات في درجة سطوع الصورة واضائتها.
في مجال الرؤية الحاسوبية، يمكن أن تكون المدرجات التكرارية للصور أدوات مفيدة لعمل مستوى العتبة (بالإنجليزية: thresholding). لأن المعلومات الموجودة في الرسم البياني هي تمثيل توزيع النقط (بالإنجليزية: pixels) كدالة في تغيير القيم اللونية، المدرجات التكرارية للصور يمكن أن تحلل لمعرفة القيمة القصوى و/أو القيمة الدنيا التي يمكن أن تستخدم بعد ذلك لتحديد قيمة مستوى العتبة. يمكن أن تستخدم هذه القيمة في اكتشاف الحواف وتقطيع الصورة ومصفوفات المشاركة في الحدوث (بالإنجليزية: co-occurrence matrices).